# Vitry-la-Ville
Vitry-la-Ville è un comune francese di 384 abitanti situato nel dipartimento della Marna nella regione del Grand Est.

## Società

### Evoluzione demografica
Abitanti censiti